# Michel Heßmann
Michel Heßmann (Münster, 6 de abril de 2001) es un deportista alemán que compite en ciclismo en la modalidad de ruta.
Ganó una medalla de oro en el Campeonato Europeo de Ciclismo en Ruta de 2020, en la prueba de contrarreloj por relevos mixtos.
En junio de 2023 le fue detectada una sustancia prohibida (clortalidona) en un control antidopaje. La Agencia Mundial Antidopaje decidió suspenderlo hasta el 14 de marzo de 2025. Como consecuencia, su equipo, el Visma, le rescindió el contrato.

## Resultados en Grandes Vueltas y Campeonatos del Mundo
| Carrera         | Carrera         | 2020 | 2021 | 2022 | 2023 | 2024 |
| --------------- | --------------- | ---- | ---- | ---- | ---- | ---- |
|                 | Giro de Italia  | —    | —    | —    | 33.º | —    |
|                 | Tour de Francia | —    | —    | —    | —    | —    |
|                 | Vuelta a España | —    | —    | —    | —    | —    |
| Mundial en Ruta | Mundial en Ruta | —    | —    | —    | Ab.  | —    |

| —: No participó | Ab: Abandono |